# La Voie normale
Pour les articles homonymes, voir Voie normale.
Pour plus de détails, voir Fiche technique et Distribution.
La Voie normale est un documentaire tunisien réalisé par Erige Sehiri, sorti en salle en Tunisie le 27 mars 2019 et qui traite d'une ligne ferroviaire de l'ouest de la Tunisie. La ligne de Djedeida à Bizerte est la première ligne ferroviaire à voie normale (selon l'écartement standard des rails), mais aussi l'une des moins bien entretenues de la Société nationale des chemins de fer tunisiens (SNCFT).

## Synopsis
Cheminot et petit-fils de cheminot, Ahmed est tiraillé entre ses aspirations personnelles et sa loyauté à l'égard de la SNCFT. Son collègue Fitati s'obstine à documenter les défaillances du chemin de fer au risque de tout perdre.

## Fiche technique
- Titre : La Vie normale
- Réalisation : Erige Sehiri
- Assistant à la réalisation : Ahmed Mourad Khanfir
- Pays d'origine : Tunisie
- Genre : documentaire
- Coproduction : Nomadis Images (Tunisie), Les Films de Zayna (France), Al Jazeera Documentary (Qatar) avec le soutien de l'Institut du film de Doha (en)
- Direction de la photographie : Aissa Amine, Erige Sehiri, Ikbal Arafa, Hassene Amri et Ahmed Mourad Khanfir
- Montage : Katja Dringenberg en collaboration avec Hafedh Laridhi et Ghalya Lacroix
- Prise de son : Aymen Toumi, Karim Guemira, Pascal Jacquet et Mohamed Nouri Lassoued
- Sound design : Morten Green
- Montage son et mixage : Martin Stricker
- Musique : Omar Aloulou

## Distribution
- Najib Houji
- Ahmed Mourad Khanfir
- Afef Mokbli
- Issameddine Fitati
- Sadek Khanfir
- Abderrahim Aouij

## Distinctions
Il reçoit en octobre 2018 la mention spéciale du jury au 40e Festival du cinéma méditerranéen de Montpellier et le prix spécial du public au 10e Festival Filmer le travail.